# Серваткі
Серваткі (пол. Serwatki) — село в Польщі, у гміні Новоґруд Ломжинського повіту Підляського воєводства.
Населення — 109 осіб (2011).
У 1975-1998 роках село належало до Ломжинського воєводства.

## Демографія
Демографічна структура станом на 31 березня 2011 року:
|          | Загалом | Допрацездатний вік | Працездатний вік | Постпрацездатний вік |
| -------- | ------- | ------------------ | ---------------- | -------------------- |
| Чоловіки | 60      | 8                  | 43               | 9                    |
| Жінки    | 49      | 10                 | 23               | 16                   |
| Разом    | 109     | 18                 | 66               | 25                   |